# Aysha Kala
Aysha Kala, född den 19 december 1990 i Essex, är en brittisk skådespelare.
Kala är utbildad vid  Royal Welsh College of Music & Drama. Hon har bland annat medverkat i TV-serierna Criminal Record och Brottsplats Bradford. I den sistnämnda spelade hon Saima Hyatt-Virdee, en av huvudrollerna.

## Filmografi (i urval)
- 2024 – Criminal Record (TV-serie)
- 2025 – Brottsplats Bradford (TV-serie)